# Pal Engjëlli
Pal Engjëlli (latin nevén Paulus Angelus; 1416–1470) albán római katolikus egyházi vezető, egyházi író. Nevéhez fűződik az egyik legkorábbi albán nyelvemlék, egy 1462-es keresztelőformula.

## Élete
Életéről csak annyit tudni, hogy Durrës érseke és Albánia bíborosa volt. Korabeli beszámolók szerint Kasztrióta György barátjaként és bizalmas tanácsadójaként gyakran járt el európai udvarokban, hogy támogatást szerezzen az Oszmán Birodalom elleni harchoz.

## Engjëlli keresztelőformulája
A keresztelőformula (albánul: Formula e Pagëzimit) Engjëlli 1462. november 8-ai keltezésű, latin nyelvű körlevelében található, amelyet a burreli egyházközséghez intézett. Azzal a céllal foglalta körlevelébe, hogy az albániai papok keresztelés alkalmával ezt a formulát használják a latin nyelvű helyett, s így a rítus a köznép számára is értelmezhetővé válhat. Emellett nem elhanyagolható szempont volt, hogy a ritkán települt hegyvidékeken az albánok e formula segítségével maguk keresztelhették meg gyermekeiket, így sem nekik, sem a papoknak nem kellett többnapos utat megtenniük egy keresztelésért. A keresztelőformulát az 1462-es mati tartományi zsinat fogadta el, s a legkorábbi albán nyelvemlékként ismerték egészen 1998-ig, amikor is napvilágra került Teodor Shkodrani 1210-re datálható kézirata.
Szövege a következő:
Az eredeti püspöki körlevelet a firenzei Biblioteca Medicea Laurenzianában őrzik, ahol 1915-ben találta meg Nicolae Iorga román történész.